# Hippocampus jayakari
Џајакаров морски коњић (Hippocampus jayakari) је зракоперка из реда Syngnathiformes и породице морских коњића и морских шила (Syngnathidae).

## Распрострањење
Врста има станиште у Пакистану, Израелу и Оману.

## Угроженост
Подаци о распрострањености ове врсте су недовољни.